# 8207 Suminao
8207 Suminao è un asteroide della fascia principale. Scoperto nel 1994, presenta un'orbita caratterizzata da un semiasse maggiore pari a 2,1940879 UA e da un'eccentricità di 0,1757435, inclinata di 6,68877° rispetto all'eclittica.